# Mon travail, ma peine
Pour plus de détails, voir Fiche technique et Distribution.
Mon travail, ma peine est un documentaire français réalisé par Oliver Dickinson, sorti en 2009.

## Synopsis
À la rencontre de François, Vincent, Marie et les autres, qui nous confient le poids de leur quotidien au travail. Ils souffrent à la tâche mais tiennent à leur emploi. Leur douleur ordinaire est-elle donc une fatalité ? Témoignages sur la pénibilité physique du travail contemporain en France.

## Fiche technique
- Titre : Mon travail, ma peine
- Réalisation, photographie et montage : Oliver Dickinson
- Producteurs : Jocelyne Barreau, Anthony Dickinson
- Société de production : LVP
- Pays d’origine :  France
- Langue : français
- Genre : documentaire
- Durée : 44 minutes
- Date de sortie : 2009